# RK Sinj
Ragbi klub Sinj je ragbijaški klub iz Sinja.
Klupsko sjedište je na Putu Odrine 16 u Sinju.
Klub dugo nije imao svoje igralište, tako da je svoje utakmice igrao po tuđim igralištima u Sinju, Splitu, Glavicama ili gdje u  Splitsko-dalmatinskoj županiji.
19. travnja 2009. g. tadašnji gradonačelnik grada Sinja, dr. Ivan Nasić predaje klubu na korištenje igralište i prostorije na "Trnovači" u okviru budućeg Sportskog centra "Ivica Poljak-Solol i Andrija Alčić", čime ragbi klub napokon dobio svoje igralište.

## Povijest
Klub je osnovan 1978. godine. Inicijatori osnivanja su bili Marko Protega i Jakov Dukić.
Treneri (studeni 2009.) su Renato Mladina, Ivica Dinarina-Šimić, Ivica Vučemilo. 
Klub je za svog postojanja davao i igrače za hrvatsku reprezentaciju.
13. svibnja 2018. vrlo rijetki događaj prekinuo je utakmicu na Trnovači. Neposredno prije početka utakmice regionalne ragbijaške lige na SC Ivica Poljak Sokol i Andrija Alčić sručila se nevera praćena jakom grmljavinom i tučom. Kad je tek počelo zagrijavanje i dok su na terenu bili tek nekolicina igrača domaće Dalmacije i nekoliko gostiju iz Ljubljane, grom je iznenadno udario u sredinu terena. Od jačine udara popadali su na teren svi igrači. Kad je prošao prvotni šok i ošamućenost nakon kraćeg vremena, svi igrači pobjegli su put svlačionice. Susret nije otkazan. Nakon pola sata nad Sinjem je zasjalo sunce.

## Dresovi
Plava majica (žuti brojevi).
Plave ili tamonomodre hlačice. 
Plave čarape.

## Klupski uspjesi

### Seniori
- prvenstvo Hrvatske: 
  - prvaci: 2022./23.
  - doprvaci 2012./13.,
  - treći 1996./97.
- prvaci jugoslavenske 1. B lige 1986./87. (seniori)
- prvenstva SR Hrvatske: 1981. (treći, u Splitu), 1984. (u Zagrebu)[nedostaje izvor], 1986. (u Sinju)[nedostaje izvor]
- hrvatska II. liga: prvaci 2006./07. (iz teh. razloga nisu id. sezone igrali u 1. ligi)

- kup Hrvatske:
  - osvajači: 2019.[2], 2023., 2024.
  - sudionici završnice: 1999., 2014., 2018., 2020., 2022.
- Interliga 1996./97.: treći

### Juniori
- prvenstvo Dalmacije 1981.
- prvaci hrvatske U-19 2009

### Kadeti
- 3. mjesto u prvenstvu 1984.
- prvaci Hrvatske 2003., 2004.
- hrvatski kup: 2005.
- prvaci hrvatske: do 16 2007.
- prvaci hrvatske:do12 2007.
- hrvatski kup do 16 2007.
- prvaci hrvatske do 15 2009.

## Vanjske poveznice
- www.rugby-sinj.com  Arhivirana inačica izvorne stranice od 7. veljače 2011. (Wayback Machine) Službena stranica
- Slike s utakmice[neaktivna poveznica] Vilani - Sinj
- Ragbi klub Sinj Internetska arhiva
- HSLS Sinj Ragbi klub Sinj - internetska arhiva